# Johan Henrik Gummerus
Johan Henrik Gummerus föddes den 22 maj 1774 i Koskis kapellförsamling i Finland och avled den 13 juli 1836 i Högby på Öland. Han var en svensk präst som är mest känd för sitt försvar av Åland mot ryska trupper, efter vilket han erhöll medaljen För tapperhet i fält.
Hans föräldrar var komministern Henrik Gummerus och dennes fru Johanna Bäcksten. Gummerus avled den 13 juli 1836.

## Ungdomsåren och det ryska anfallet
Johan Henrik började sina studier vid Åbo skola och skrevs senare in vid Åbo universitet 1795 och prästvigdes 1799. Han var allmänt känd som en stor och kraftfull person. Efter sin skolgång blev han utsedd till adjunkt hos prosten Wijkman i Finström på Åland.
Det var från Finström som Gummerus 1808 blev indragen i det ryska anfall som skedde mot Åland, och som var en del i den ryska offensiven under Finska kriget. Gummerus, tillsammans med länsman Eric Arén, lyckades uppbåda traktens bönder när nyheten om den ryska offensiven mot öarna blev känd.
Den ryska truppen, under en major Neidhardt, landsteg på öarna runt den 6 maj 1808 och mötte inget motstånd från några reguljära svenska förband. Majoren krävde att traktens bönder skulle överlämna sina vapen samt lämna alla fartyg ifrån sig. Innevånarna i Finströms socken uppmanades då av Arén att resa sig mot den ryska ockupationsmakten, och Gummerus blev utsedd till att leda den sammansatta gerillatruppen.
Gummerus samlade de dryga 100 uppbådade bönderna och klockan 9 på kvällen den 6 maj tågade truppen av mot Strömsvik där ryssarna uppehöll sig. Planen gick i korthet ut på att gripa den ryske majoren. Denne hade dock blivit underrättad om böndernas plan, och drog sig då snabbt tillbaka. Truppen under Gummerus satte då ut posteringar, samt meddelade Arén som med ytterligare en trupp drog sig mot Färjesundet. Gummerus drog sig nu mot Jomala socken där han med hjälp av sockenborna lyckades gripa samtliga ryssar som dragit sig tillbaka dit.
Ryssarna drog sig nu tillbaka till Sunds socken (nuvarande Sund, Åland och sedan ut till holmarna Prästö och Toftö. Gummerus ryckte då fram till Bomarsund där man med hjälp av båtar kunde kringgå och avskära den ryska styrka som efter en stund gav sig utan strid.
Efter denna framgång beslöt man sig för att helt rensa öarna från det ryska hotet och med några barkasser samt vanliga vagnar bestyckade med mindre kanoner, så kallade nickhakar, ryckte man fram mot fienden. Den 9 maj angreps den ryska huvudstyrkan vid Kumlinge, som efter en eldstrid om cirka 30 minuter kapitulerade, denna träffning kallas ofta Kumlingeslaget. Den 11 maj kapitulerade den sista fientliga truppen, och då tog Gummerus även den ryska krigskassan på 4500 rubel.

## Utmärkelser och senare liv
För sina insatser tilldelades Gummerus medaljen För tapperhet i fält i guld, samt utnämndes till Hovpredikant. Han förordnades även till fältpräst för den åländska fördelningen av den svenska armén. Efter kriget utnämndes han 1812 till kyrkoherde i Högby församling på Öland. Denna tjänst innehade han till sin död den 13 juli 1836.
Gummerus gifte sig 1805 med Maria Helena Hult.